# 愛はまるで静電気
『愛はまるで静電気』（あいはまるでせいでんき）は、日本の歌手・山﨑夢羽の配信限定シングル。2024年6月28日にUP-FRONT WORKSより発売された。

## 背景・リリース
2024年6月27日、BEYOOOOONDSは豊洲PITでライブ『BEYOOOOONDS LIVE TOUR 2024 SPRING ～PERSOOOOONALITY「Wings of Dreams」～』を開催。グループとして初となるメンバーの卒業公演となり、同公演をもってメンバーの山﨑夢羽がグループおよびハロー!プロジェクトを卒業した。
同公演のアンコールでは、山﨑がハロー!プロジェクトの先輩グループである℃-uteが2016年に30thシングルとしてリリースした楽曲「愛はまるで静電気」をソロで歌唱。間奏ではファンやメンバーに感謝のメッセージや今後の活動への決意を伝えた。山﨑はハロプロ研修生時代に℃-uteのツアーに帯同しており、自身の成長のきっかけとなった℃-uteの楽曲の中から特に好きな曲を最後のステージで歌うことを決めたという。
同公演が行なわれた当日の24時より、ハイレゾ音源を含む本楽曲のダウンロード配信がスタートした。

## 収録曲
1. 愛はまるで静電気 [4:17]
  - 作詞：児玉雨子 / 作曲：星部ショウ / 編曲：平田祥一郎

## 参加ミュージシャン
- 平田祥一郎：Programming
- 土肥真生：Guitar
- 塩原奈美子：Chorus

## ライブ映像作品
| 曲名             | 作品名                                                                   |
| ---------------- | ------------------------------------------------------------------------ |
| 愛はまるで静電気 | BEYOOOOONDS LIVE TOUR 2024 SPRING ～PERSOOOOONALITY「Wings of Dreams」～ |